# 遙控戰車

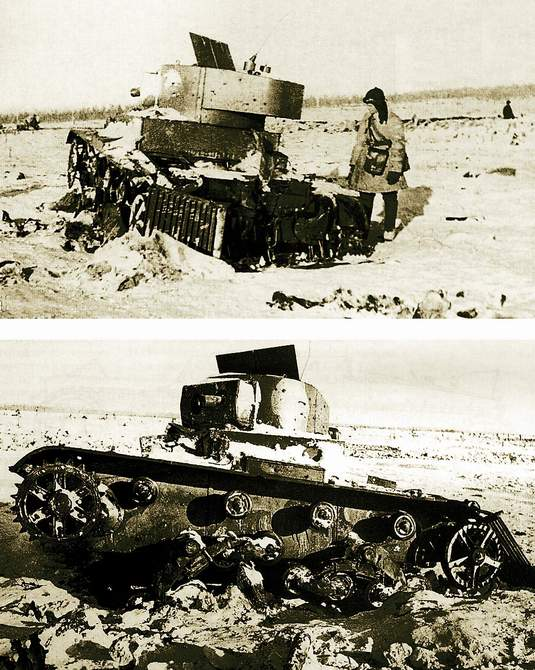
被击毁的TT-26遥控坦克，装备有TOZ-IV遥控装置，第30坦克旅第217独立坦克营所属。炮塔顶部有两根天线，采用了双色迷彩，1940年2月于卡累利阿地峡

遙控戰車（Teletank）為一系列由蘇聯於1930年代至1940年代初期生產的遙控式坦克的泛稱，以「T」開頭表示其戰車型號。 它們首次於第二次世界大戰初期的冬季戰爭中投入戰鬥。遙控戰車由相距500至1500公尺左右的坦克上的遙控端操作，機人兩者共同組成遙控機械隊（telemechanical group）。德蘇戰爭初期，紅軍組成了至少兩支遙控戰車營用於冬季戰爭中。

## 設計
遙控戰車裝有DP輕機槍、火焰噴射器和煙霧彈等武裝；有時也會裝載200至700公斤的裝甲盒裝計時炸彈。當坦克接近敵方的防禦工事時便會放下炸彈，威力足以摧毀地下四層的碉堡。 雖然在戰鬥中未曾使用過，遙控戰車亦被設計成能使用化學武器。每台戰車，根據型號的不同，有能力辨識16到24種不同的無線電波指令；遙控端透過兩種頻率的切換可避免受到擾亂或干擾。遙控戰車是以T-18戰車、T-26戰車、T-38戰車、BT-5戰車、BT-7戰車等戰車為基底所造。
基本戰術是讓遙控端（連同發訊器和通訊員）待在後方以遙控戰車(TT)迎戰。遙控端坦克可以提供火力支援，同時保護無線電操作員。當遙控戰車被敵方成功擄獲的話，遙控端便要奉命將之摧毀。非戰鬥時，遙控戰車會改為手動駕駛。
除了遙控戰車外，紅軍同時也擁有遙控巡邏艇和遙控飛機。

## 外部連結
- What is teletank? （页面存档备份，存于） （俄文）
- All about teletank （俄文）
- Means of communication in battlefield （俄文）
- First Soviet tanks （页面存档备份，存于） （俄文）
- Light amphibious tank T-38 （俄文）
- 70 years jubelee of Ulianovsk Higher Engineering School （页面存档备份，存于） （俄文）